# شب‌هایی در ساتن سفید
«شب‌هایی در ساتن سفید» (به انگلیسی: Nights in White Satin) تک‌آهنگی در سبک پراگرسیو راک از گروه موسیقی مودی بلوز است که در ۱۰ نوامبر ۱۹۶۷ منتشر شد.
این تک‌آهنگ در چارت‌های در رتبه اول و در چارت‌های اتریش، فلاندرز، سوئیس جزو ده ترانه اول قرار گرفت.
جاستین هیوارد ، عضو گروه ، آهنگ را در 19 سالگی در سویندون نوشت و آهنگسازی کرد و این آهنگ را پس از اینکه یک دوست دختر ملافه های ساتن به او هدیه داد ، عنوان کرد. این ترانه خود داستانی از یک عشق مشتاقانه از دور بود که باعث شد بسیاری از علاقه‌مندان آن را به عنوان یک داستان از عشق بی پاسخ تحمل شده توسط هایوارد عنوان کنند. هایوارد در مورد آهنگ گفت ،
"این فقط آهنگ دیگری بود که من می نوشتم و فکر می کردم بسیار قدرتمند است. این یک آهنگ کاملاً شخصی بود و هر نت ، هر کلمه ای در آن برای من معنی دارد و فهمیدم که بسیاری از افراد نیز همین احساس را داشته اند در مورد آن داشته اند.